# Livov, Bardejov
Livov este o comună slovacă, aflată în districtul Bardejov din regiunea Prešov. Localitatea se află la altitudinea de 515 m deasupra n.m., se întinde pe o suprafață de 26,38 km2 și în 2017 număra 81 de locuitori.

## Istoric
Localitatea Livov este atestată documentar din 1470.

## Demografie
| An:                | 1994 | 2004   | 2014    | 2024    |
| ------------------ | ---- | ------ | ------- | ------- |
| Număr de persoane: | 108  | 105    | 85      | 69      |
| Diferență:         |      | −2,77% | −19,04% | −18,82% |

| An:                | 2023 | 2024   |
| ------------------ | ---- | ------ |
| Număr de persoane: | 68   | 69     |
| Diferență:         |      | +1,47% |